# Aleksandar Kostov
Pour les articles homonymes, voir Kostov.
Aleksandar Dimitrov Kostov (bulgare : Александър Димитров Костов), né le 2 mars 1938 à Sofia et mort le 15 avril 2019 à Sofia, est un joueur de football international bulgare, qui évoluait au poste d'attaquant.

## Biographie

### Carrière en sélection
Avec l'équipe de Bulgarie, il dispute 8 matchs (pour un but inscrit) entre 1957 et 1966. 
Il figure notamment dans le groupe des sélectionnés lors des coupes du monde de 1962 et de 1966, disputant un match contre l'Angleterre en 1962 et un autre contre le Portugal en 1966.

## Palmarès
Levski Sofia
- Championnat de Bulgarie (3) :
  - Champion : 1964-65, 1967-68 et 1969-70.
  - Vice-champion : 1956 et 1958, 1959-60, 1960-61, 1963-64, 1965-66, 1968-69 et 1970-71.

- Coupe de Bulgarie (7) :
  - Vainqueur : 1956, 1957, 1959, 1967, 1968, 1970 et 1971.
  - Finaliste : 1965 et 1969.